# Expression musicale
Pour les articles homonymes, voir Expression.
L'expression musicale est en musique une notion se référant d'une part aux indications données par un compositeur pour donner vie et expressivité à son œuvre musicale (tempo, phrasé, nuances), et d'autre part à l'intervention esthétique et personnelle d'un interprète lorsqu'il joue une œuvre originale.
L'expression musicale a donné lieu à des écrits théoriques et sa considération a évolué en fonction des courants musicaux au cours de l'histoire de la musique, avec une importance particulière dans la musique romantique.